# アデレード・メトロ
アデレード・メトロ (Adelaide Metro) は南オーストラリア州政府が管理するアデレード都市圏とその周辺の公共交通機関の愛称である。全ての交通機関に共通して有効なメトロチケットと時刻表や路線図などによる総合的な案内が特徴となっている。なお2000年4月より路線バスが民間会社に委託して運営されるようになった。

## 路線網
アデレード・メトロに含まれる交通機関の概要は以下の通り。
- 鉄道 6路線 120km 100両
- トラム 1路線 11km 21両
- バス 225路線 1300km以上 （内アデレード・オーバーン12km） 818両

なお空港へのシャトルバス、地方公共団体の運転するコミュニティーバスなどは含まれないが、路線図などの案内が共通化されている地域もある。

## メトロチケット
アデレード・メトロが運行する全ての交通機関に共通して使える切符で、切符自体はA型 (3.0cm * 5.75cm) の磁気券。乗車時に打刻して使用する。1回券 (Singletrip Ticket) と回数券 (Multitrip Ticket) 、1日券 (Daytrip Ticket) がある。1回券は打刻機に通してから2時間以内に乗った便の終点まで有効。回数券は1枚の券が10回使え、1回分の効力は1回券と同じである。1日券の有効期間は午前4時以降に打刻した場合は翌日午前4時まで、午前4時以前に打刻した場合は当日午前4時までとなっている。なお打刻される時刻は2時間を越えないもっとも遅い10分単位の時刻で、例えば午後2時1分から2時10分の間に打刻した場合、有効期限である午後4時を示す160と表示される。1日券と回数券には平日昼間時（午前9時1分から午後3時まで）に打刻した場合に有効な、インターピーク (Interpeak) 券もある。また全券種に学割・子供運賃の設定がある。

## 運営
アデレード・メトロの管理を行っているのは交通都市計画省 (Department of Transport and Urban Planning) 公共交通局 (Office of Public Transport) であるが、実際の運転は他の機関に任されている。鉄道・トラムに関しては同じく州政府内の組織であるトランスアデレード (TransAdelaide) が行い、バスの運転は2000年4月より民間会社に5年ごとの契約で委託されるようになった。契約は6区域（右図）に分けて行われる。契約会社は以下の通り。
2000年4月 — 2005年4月
- Serco (North South / Outer North / Outer North East)
- Torrens Transit (East West)
- SouthLink (Outer South)
- Hill Transit (Hills 後に Transitplus に名称変更)

2005年4月 — 2010年4月 (2005年2月に決定)
- Torrens Transit (East West / North South / Outer North East)
- SouthLink (Outer South / Outer North)
- Transitplus (Hills)

また公共交通の案内所の維持やメトロチケットの販売も民間に委託している。

## 政策

### スマートストップ (Smart Stop)
日本のバスロケーションシステムにあたるシステムで、最大4便のバスの行き先と待ち時間が表示される。現在都心から西に向かう130番台の系統 (Henley Beach Road) と東に向かう120番台の系統 (The Parade) の2路線34バス停に整備されている。120系統と130番台は基本的に直通運転しているため、実質的には1系統のみの整備である。GPSを利用してバスの位置を検知しているため、GPSを装備したバス45両が限定運用されている。

### ゴーゾーン (Go Zone)
平日昼間時の待ち時間が15分以内の区間をゴーゾーンとよび区別し、ベンチ・屋根つきバス停の整備や時刻表などの案内の充実も優先的に行われている。現在都心から郊外に向かう18路線が指定されており、この中にはアデレード・オーバーンとグレネルグ・トラムを含む。